# Lisandra Guerra
Lisandra Guerra Rodriguez (ur. 31 października 1987 w Matanzas) – kubańska kolarka torowa, wielokrotna medalistka mistrzostw świata.

## Kariera
Pierwszy sukces Lisandra Guerra osiągnęła w 2005 roku, kiedy na panamerykańskich mistrzostwach w kolarstwie zdobyła trzy medale: złoty w wyścigu na 500 m oraz srebrne w sprincie i keirinie. W tym samym roku zdobyła złote medale w wyścigu na 500 m i sprincie na mistrzostwach świata juniorów. W 2006 roku brała udział w mistrzostwach świata w Bordeaux, gdzie zdobyła brązowy medal w wyścigu na 500 m, ulegając tylko Natalli Cylinskiej z Białorusi i Annie Meares z Australii. Rok później, podczas mistrzostw świata w Palma de Mallorca w tej samej konkurencji była druga, przegrywając tylko z Meares. Ponadto na rozgrywanych w 2008 roku mistrzostwach świata w Manchesterze w wyścigu na 500 m Kubanka okazała się najlepsza. W tym samym roku wystąpiła także na igrzyskach olimpijskich w Pekinie, zajmując dziesiąte miejsce w sprincie indywidualnym. Ponadto na igrzyskach panamerykańskich w Rio de Janeiro w 2007 roku Guerra zdobyła srebrny medal w tej konkurencji, a cztery lata później, na igrzyskach panamerykańskich w Guadalajarze zwyciężyła. Kolejny medal wywalczyła podczas mistrzostw świata w Mińsku w 2013 roku, gdzie zajęła trzecie miejsce w keirinie za Brytyjką Rebeccą James i Chinką Gong Jinjie.